# 罗曼·科德雷亚努
罗曼·科德雷亚努（羅馬尼亞語：Roman Codreanu，1952年11月17日—2001年5月26日），罗马尼亚男子摔跤运动员。他曾代表罗马尼亚参加1976年和1980年夏季奥林匹克运动会摔跤比赛，其中1976年奥运会获得一枚铜牌。